# Manuela Martelli
Manuela Abril Martelli Salamovich (* 16. April 1983 in Santiago de Chile) ist eine chilenische Schauspielerin.

## Karriere
Martelli, eine Tochter des Industriellen Nicolás Martelli, besuchte das Saint George’s College in Vitacura. Nachdem sie das College 2002 verlassen hatte, studierte sie an der Escuela de Arte de la Pontificia Universidad Católica de Chile und an der Escuela de Teatro derselben Universität. Das Studium schloss sie 2007 ab.
Bekannt wurde sie durch den Film B-Happy unter der Regie von Gonzalo Justiniano. In Machuca, mein Freund unter der Regie von Andrés Wood verkörpert sie Silvana, ein Mädchen aus einem Slum in Santiago de Chile, das durch den Verkauf von Fähnchen und Zigaretten auf Demonstrationen zum Familienunterhalt beiträgt und nach dem Pinochetputsch bei einer Razzia erschossen wird. Für ihre schauspielerische Leistung in diesem Film wurde sie auf dem Festival de Cine de La Habana als beste Schauspielerin ausgezeichnet. Danach spielte sie in der zweiten Staffel der Serie Huaiquimán y Tolosa. Später spielte sie in dem Film Radio Corazón, in der zweiten Version von „Roberto Artiagoitíal“, eine Jugendliche, die vor ihrem 18. Geburtstag ihre Jungfräulichkeit verliert. In der Folgezeit spielte sie in Fernsehserien wie Feroz, die auf Canal 13 von Dezember 2009 bis März 2010 ausgestrahlt wurde. Hierbei verkörpert sie ein Mädchen, das sich in einen Werwolf verliebt.
Ihr Spielfilmregiedebüt 1976 wurde im Mai 2022 bei den Filmfestspielen in Cannes uraufgeführt.

## Filmografie

### Filme
| Jahr | Film                                                 | Rolle     | Bemerkungen                                                                         |
| ---- | ---------------------------------------------------- | --------- | ----------------------------------------------------------------------------------- |
| 2003 | B-Happy                                              | Katty     | Hauptrolle                                                                          |
| 2004 | Machuca, mein Freund                                 | Silvana   |                                                                                     |
| 2005 | Monógamo Sucesivo                                    |           |                                                                                     |
| 2005 | Como un Avión Estrellado                             | Luchi     |                                                                                     |
| 2005 | Baño de Mujeres                                      | Soledad   |                                                                                     |
| 2007 | Malta con Huevo                                      | Fedora    |                                                                                     |
| 2007 | ¡Pega Martín Pega!                                   |           |                                                                                     |
| 2007 | Radio Corazón                                        | Nice      |                                                                                     |
| 2008 | Sonetàula                                            | Maddalena | italienischer Film                                                                  |
| 2008 | La Buena Vida                                        | Paula     | 2013: Il Futuro – Eine Lumpengeschichte in Rom (Il futuro) – Regie: Alicia Scherson |
| 2009 | The Bridge                                           | Lucía     |                                                                                     |
| 2009 | Navidad                                              | Aurora    |                                                                                     |
| 2013 | Il Futuro – Eine Lumpengeschichte in Rom (Il futuro) | Bianca    | Hauptrolle                                                                          |

### Telenovelas
| Jahr | Telenovela | Rolle          | Sender   | Bemerkungen |
| ---- | ---------- | -------------- | -------- | ----------- |
| 2010 | Feroz      | Amanda Carrera | Canal 13 | Debüt       |

### Serien
| Jahr | Serie               | Rolle        | Sender   | Bemerkungen |
| ---- | ------------------- | ------------ | -------- | ----------- |
| 2008 | Huaiquimán y Tolosa | Sofía Santos | Canal 13 |             |

## Auszeichnungen
Directors Guild of America Award
- 2024: Nominierung als Bester Debütfilm (1976)[3]

Internationale Filmfestspiele von Cannes
- 2022: Nominierung für die Caméra d’Or (1976)[4]

Jerusalem Film Festival
- 2022: Auszeichnung als Bestes internationales Filmdebüt (1976)
- 2022: Auszeichnung als Bestes internationales Filmdebüt mit dem Award for International Cinema (1976)[5][6]

Locarno Film Festival
- 2025: Leopard – Beste schauspielerische Leistung für Bog neće pomoći / God Will Not Help[7]